# Matthias König
Matthias König (Dortmund, 3 de novembro de 1959) é um clérigo católico romano alemão e bispo auxiliar na Arquidiocese de Paderborn .

## Vida
Após a formatura em 1978, King estudou teologia e filosofia católica em Paderborn e Freiburg im Breisgau . Ele foi ordenado sacerdote em 25 de maio de 1985 pelo arcebispo Johannes Joachim Degenhardt , mais tarde cardeal, na Catedral de Paderborn .
King foi primeiro vigário em Arnsberg-Neheim , então pastor em Bünde - Holsen , Rödinghausen e em Kirchlengern - pin Quernheim desde 1996 pastor em Paderborn Castle Neuhaus . Em 2002, foi nomeado diretor da associação pastoral Schloss Neuhaus. Em 2004, tornou-se membro do Conselho dos Sacerdotes da Arquidiocese de Paderborn.
Em 14 de outubro de 2004, foi nomeado Bispo Titular de Elicroca pelo Papa João Paulo II e nomeou bispo auxiliar em Paderborn. Ele recebeu sua ordenação episcopal em 5 de dezembro de 2004, juntamente com o arcebispo Hans-Josef Becker , o bispo auxiliar chamado Manfred Grothe , que foi nomeado no mesmo dia, na Catedral de Paderborn. Os co-conselheiros na ordenação episcopal foram o bispo auxiliar de Emeritus, Paul Consbruch, e o então bispo auxiliar Karl-Heinz Wiesemann .
O arcebispo Becker nomeou-o bispo vigário para tarefas da missão universal da Igreja e do mundo, bem como institutos de vida consagrada e para as sociedades da vida apostólica. O bispo auxiliar König é membro da Comissão da Igreja Mundial e sua subcomissão para a América Latina (especialmente a ADVENIAT) e da Comissão de Migrações na Conferência Episcopal Alemã .  Em 06 de dezembro de 2007 nomeou-o arcebispo Hans-Josef Becker para residentes cânones do Cabido Metropolitano em Hohen Dom zu Paderborn .
Em 2005 ele era de Cardeal Grão-Mestre Carlo Furno Cardinal para Grande Oficial da Ordem do Santo Sepulcro em Jerusalém e nomeado em 1 de Outubro de 2005 por Anton Schlembach , Grão Prior do Lieutenancy alemão investido. Ele é membro da associação estudantil católica K.St.V. Ostmark-Beuthen a Paderborn na associação de cartel de clubes de estudantes alemães católicos (KV) e, desde 2006, membro honorário da Fraternidade Católica KDSt.V. Guestfalo-Silesia para Paderborn em CV .

## Links da Web
- Cheney, David M. «bishop» (em inglês). Catholic-Hierarchy.org
- Offizielle Internetpräsenz von Matthias König